# Meilenstein (Boblitz)

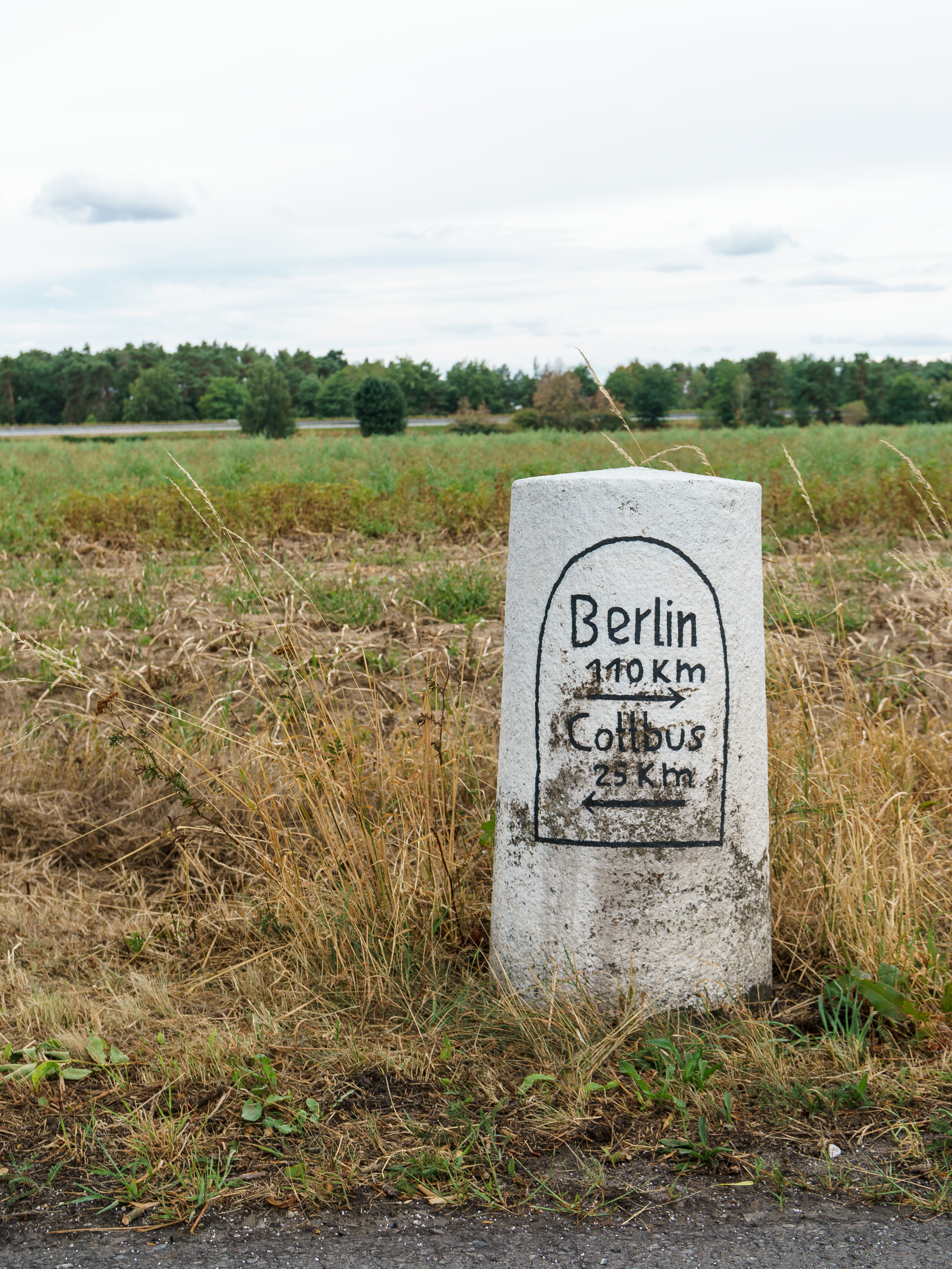
Preußischer Meilenstein bei Boblitz

Der Preußische Meilenstein, bei km 116,34 ist ein Baudenkmal der Stadt Lübbenau/Spreewald im Landkreis Oberspreewald-Lausitz in Brandenburg. Der Meilenstein befindet sich an der Landesstraße 49 zwischen Boblitz und Göritz in der Gemarkung des Lübbenauer Ortsteils Groß Lübbenau.
Der Abschnitt der früheren Reichsstraße 115 zwischen Lübben und Cottbus wurde im Jahr 1845 fertig gestellt. Der Meilenstein wurde um 1860 aufgestellt und gibt die Entfernungen nach Cottbus mit 25 Kilometern und nach Berlin mit 110 Kilometern an. Zur DDR-Zeit wurde das Nummernschema beibehalten und die Straße fortan als Fernverkehrsstraße 115 bezeichnet. Nach der Wiedervereinigung wurde die Fernverkehrsstraße zur Bundesstraße 115. Der Abschnitt, an dem der Meilenstein steht, wurde Ende 2004 zur Landesstraße 49 herabgestuft.